# 愛知県道150号・岐阜県道115号一宮川島線
愛知県道150号・岐阜県道115号一宮川島線（あいちけんどう150ごう・ぎふけんどう115ごう いちのみやかわしません）とは、愛知県一宮市と岐阜県各務原市を結ぶ一般県道である。県境で番号が変わる。

## 概要

### 路線データ
- 起点：愛知県一宮市（愛知県道18号大垣一宮線交点）
- 終点：岐阜県各務原市川島松原町（岐阜県道180号松原芋島線交点）

## 路線状況

### 別名
- 宮西通り（一宮市）
- タワー通り（一宮市）

### 道路施設
- 渡橋（木曽川）

## 地理
木曽川を渡る渡橋が県境になる。

### 通過する自治体
- 愛知県
  - 一宮市
- 岐阜県
  - 各務原市

### 接続する道路
- 愛知県道18号大垣一宮線（大正通り）（愛知県一宮市）
- 国道22号（名岐バイパス）（愛知県一宮市）
- 愛知県道193号大垣江南線（愛知県一宮市）
- 愛知県道175号江南木曽川線（愛知県一宮市）
- 愛知県道182号里小牧北方江南線（愛知県一宮市）
- 岐阜県道93号川島三輪線（岐阜県各務原市）
- 岐阜県道180号松原芋島線（岐阜県各務原市）

### 沿線
- 一宮市立宮西小学校
- 愛知県立一宮商業高等学校
- 一宮市役所葉栗出張所
- 一宮市立葉栗小学校
- 一宮市立葉栗中学校
- 愛知県立一宮特別支援学校
- 138タワーパーク
- 八幡神社（各務原市）
- 各務原市立川島小学校